# Enrique Iglesias
Enrique Miguel Iglesias Preysler (Madrid, 8 maggio 1975) è un cantautore, attore e produttore discografico spagnolo.
Figlio di Julio Iglesias, ha iniziato la sua carriera da cantante nella prima metà degli anni novanta grazie all'etichetta discografica messicana Fonovisa Records sotto il nome d'arte Enrique Martínez prima di usare il suo vero cognome.
A partire dai primi anni duemila si è affermato come uno degli artisti di maggior successo dell'America Latina e del mercato spagnolo negli Stati Uniti d'America, grazie soprattutto a un accordo discografico stretto nel 2001 con la Universal Music Group per gli album in lingua spagnola e con la Interscope Records per quelli in lingua inglese. Nel 2010, invece, Iglesias ha deciso di firmare un terzo contratto con la Republic Records, in modo tale da pubblicare album bilingui, mentre nel 2015 ha lasciato la Universal per affidarsi alla Sony Music, sotto la quale avrebbe pubblicato album in spagnolo e album in inglese mediante la RCA Records. Nel corso della sua carriera ha venduto circa 180 milioni di dischi in tutto il mondo il che lo rende uno degli artisti spagnoli con le maggiori vendite di sempre. Iglesias è riuscito a far rientrare oltre 150 brani musicali all'interno della Billboard Hot 100, di cui 5 in Top 10 e due al numero uno negli Stati Uniti; detiene inoltre i record di maggior numero di singoli arrivati in vetta alla Top Latin Songs (26) e della Dance Club Songs (13) di Billboard.

## Biografia
Enrique Miguel Iglesias Preysler è nato a Madrid l'8 maggio 1975, terzo e ultimo figlio del celebre cantante spagnolo Julio Iglesias e dalla giornalista e modella filippina Isabel Preysler.
Dopo la separazione dei genitori nel 1978, Enrique visse insieme ai fratelli maggiori con la loro madre a Madrid, ma il 30 dicembre 1981 suo nonno, il dott. Julio Iglesias Puga, fu rapito dal gruppo terroristico ETA: per sicurezza, Enrique e i fratelli furono mandati a vivere per un anno con la madre a Belgrado, in Serbia, e poi dal padre a Miami. Qui Enrique trascorse la propria infanzia a casa della nonna Elvira Olivares, a cui il cantante dedicò il suo primo album in studio, passando poi le estati dalla madre in Spagna.
Enrique studiò dall'età di 18 anni alla prestigiosa Gulliver School, poi studiò economia aziendale all'Università di Miami. Inizialmente non voleva far sapere a suo padre la propria intenzione d'intraprendere la carriera di cantante, né voleva che il suo cognome lo aiutasse. Dopo aver preso in prestito del denaro dalla governante e avere registrato un demo, riuscì a ottenere un contratto con l'etichetta messicana Fonovisa Records, spacciandosi per un cantante originario del Guatemala chiamato Enrique Martínez. Dopo aver lasciato l'università, volò fino a Toronto per registrare il suo album d'esordio.

### L'album d'esordioEnrique Iglesias(1995-1996)
Il 12 luglio 1995, il cantante pubblicò il suo primo album in studio: Enrique Iglesias, una raccolta di ballate rock melodiche, che include alcuni successi come Si tú te vas ed Experiencia religiosa. Il disco vendette più di 1 500 000 copie nel mondo, un buon risultato per un album in lingua spagnola. La canzone Por amarte fu inclusa nella telenovela Marisol, cambiando il testo per trasformarla nella sigla dello show. Dell'album vennero pubblicate una versione portoghese e una italiana, i cui singoli ottennero buoni risultati nelle classifiche di musica latinoamericana, facendo vincere a Iglesias il suo primo Grammy Award come Miglior Artista Latinoamericano.

### Vivir
L'album contiene la reinterpretazione di Only You degli Yazoo, col titolo di Solo en tí, cantata in spagnolo.
Dopo questo successo, Iglesias intraprese il suo primo tour estivo, con Elton John, Bruce Springsteen e Billy Joel, raggiungendo sedici Stati. Partito da Odessa (Texas), il tour si concluse con tre tappe nella Città del Messico e con due serate all'Estadio River Plate in Argentina.
I tre singoli di Vivir, Enamorado por primera vez, Solo en tí e Miente, raggiunsero la vetta delle classifiche latinoamericane e di molte nazioni in lingua spagnola. Iglesias ricevette una nomination agli American Music Awards, che per la prima volta aveva una categoria Favorite Latin Artist. Il premio andò a suo padre.

### Cosas del amor
Maturato, raggiunse di nuovo le vette coi singoli Esperanza e Nunca te olvidaré. Fece un breve tour con una diretta televisiva messicana da Acapulco, seguito da un altro tour più lungo con oltre 80 spettacoli. Il Cosas del amor Tour fu il primo concerto sponsorizzato da McDonald's.
Vinse l'American Music Award nella categoria Favorite Latin Artist, superando Ricky Martin e Los Tigres del Norte. La canzone Nunca te olvidaré fu usata come sigla di una soap opera spagnola con lo stesso titolo.

### Enrique

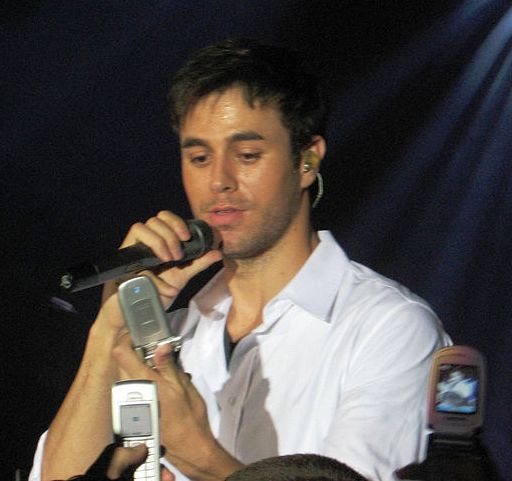
Enrique Iglesias in concerto

Nel 1999 Iglesias cominciò a contaminare il proprio stile con quello americano, per raggiungere un mercato più ampio. Questa operazione, già compiuta da Ricky Martin e da Jennifer Lopez, aveva lanciato il genere con buon successo. Iglesias contribuì alla colonna sonora di Wild Wild West (film con Will Smith) con la canzone Bailamos, ottenendo il primo posto nella classifica dei singoli.
Sull'onda del successo firmò un ricco contratto con la Interscope Records, registrando il suo primo CD totalmente in inglese Enrique. Conteneva un duetto con Whitney Houston, Could I Have this Kiss Forever, e una reinterpretazione di Bruce Springsteen, Sad Eyes.
Un terzo singolo venne realizzato in diverse versioni, con vari cantanti di fama locale in Russia, in Brasile e in Asia.

### Escape
Escape Lanciato nel 2001, riuscì a superare in vendite gli album precedenti. La title track Escape è stato il suo maggior successo commerciale sino a oggi, superando anche l'album di Michael Jackson Invincible, mentre i singoli Escape e Don't Turn Off the Lights rimasero stabili per molto tempo nelle classifiche nordamericane. Venne realizzata una edizione speciale con la canzone Maybe, e un duetto con Lionel Richie dal titolo To Love a Woman.
Iglesias sottolineò il suo successo con il "One-Night Stand World Tour" di cinquanta concerti da tutto esaurito in sedici Stati, compresa una serata al Radio City Music Hall e tre alla Royal Albert Hall di Londra, concludendo con un grande show allo Stadium National Lia Manoliu di Bucarest, per il lancio di MTV Romania.

### Quizás
Di nuovo in lingua spagnola, Quizás (forse) è un album introspettivo, che parla del rapporto tra Enrique e il padre.
Esordì al 12º posto di Billboard, il più alto piazzamento di un album in lingua spagnola, vendendo un milione di copie in una settimana. Tutti i tre singoli raggiunsero buone posizioni nelle classifiche latinoamericane, siglando la sedicesima "prima posizione" per Enrique. Para que la vida ottenne un milione di passaggi sulle radio statunitensi.
Quizás fu anche il primo video in lingua spagnola a entrare nello spettacolo di MTV Total Request Live. Iglesias suonò al The Tonight Show with Jay Leno (prima canzone spagnola nello show). L'album venne premiato con il Latin Grammy come Best Pop Vocal Album.

### Seven (7)
Nel 2003 Iglesias pubblicò il suo settimo album 7, con le canzoni Roamer (scritta insieme al suo chitarrista Tony Bruno) e Be Yourself (una critica alla poca fiducia ricevuta dal padre). Addicted e un remix di Not in Love con Kelis furono pubblicati come singoli.

### Insomniac
È Insomniac l'ottavo album e quarto in inglese, ed è stato pubblicato nel 2007. Contiene la sua prima collaborazione con un rapper, Lil Wayne nella canzone Push; questo album è diverso dal precedente, dato che incorpora uno stile più pop e Rhythm and blues. Enrique ha dichiarato in alcune interviste di aver scelto il nome di quest'album perché completamente scritto di notte, e ha detto che le canzoni selezionate per quest'ultimo, provengono da una lista di più di sessanta tracce, delle quali ha selezionato quelle che per lui erano di qualità maggiore. L'album contiene la reinterpretazione Tired of Being Sorry dei Ringside, di cui una versione singola è cantata anche con la cantante francese Nâdiya, mentre la canzone Miss You è dedicata alla fidanzata Anna Kurnikova. Nella canzone Ring My Bells, insieme a Enrique sono i protagonisti dello spot di un profumo della "Tommy". Quest'ultimo album è stato molto apprezzato dalla critica, riportando fama al cantante dopo tre anni di assenza dalla scena musicale.

### Exitos 95/08
È una raccolta delle sue migliori canzoni spagnole, pubblicata il 25 marzo 2008. Comprende diciannove brani, di cui due inediti: Donde estan corazon e Lloro por ti. È l'undicesimo album (e il terzo greatest hits).

### Greatest Hits

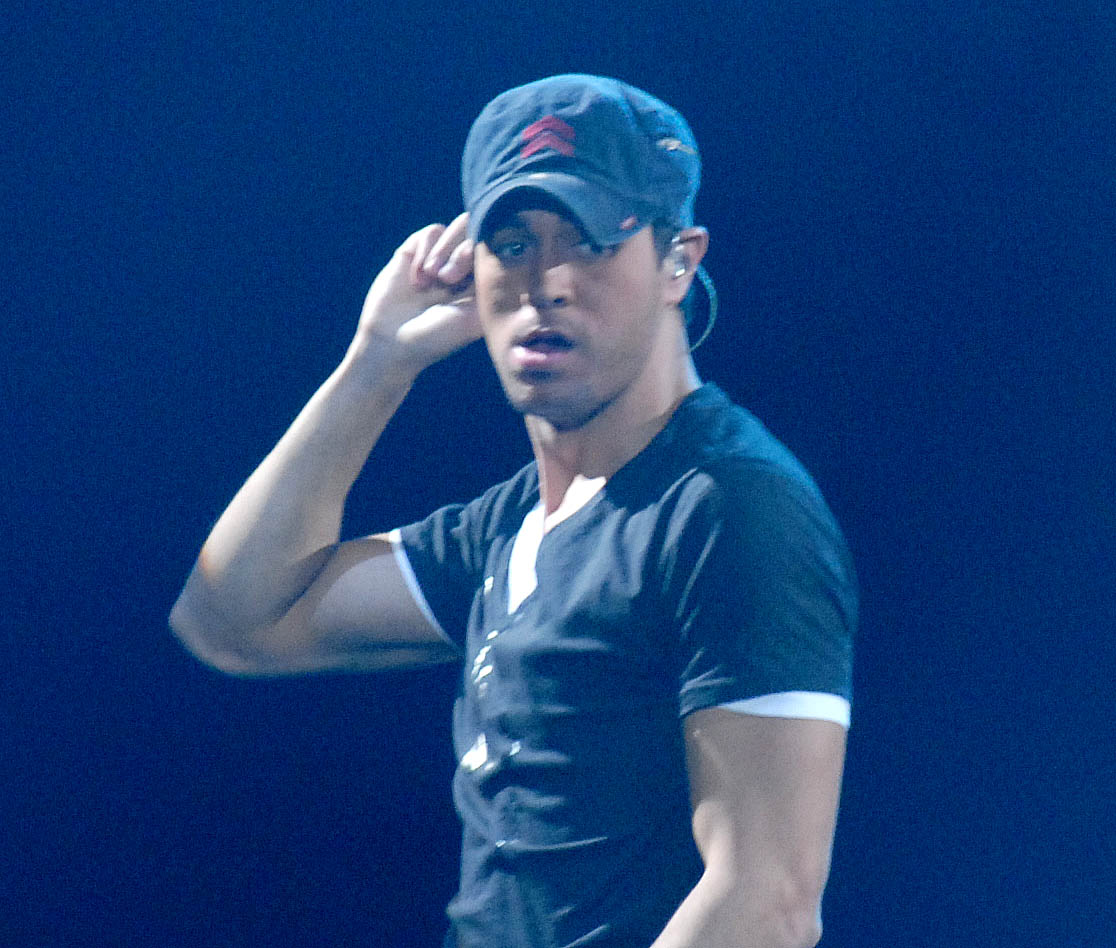
Enrique Iglesias in concerto 2007

Il 17 novembre 2008 uscì Greatest Hits di Enrique Iglesias, una raccolta dei suoi brani più celebri e dei duetti divenuti popolari nel corso degli anni, oltre a un paio di canzoni inedite. Nella tracklist del disco ci sono "Hero" e "Bailamos" e collaborazioni con Kelis e Whitney Houston. La canzone di Enrique Can You Hear Me è stata scelta come canzone ufficiale dell'Euro 2008. Ha eseguito il brano dal vivo il 29 giugno 2008, nella finale a Vienna. Il brano è contenuto anche nell'album successivo Insomniac.

### Euphoria
Nel gennaio 2010, Iglesias partecipò al brano It Must Be Love, realizzato per raccogliere fondi per le vittime del Terremoto di Haiti del 2010. Per lo stesso scopo, a febbraio partecipò anche a We Are the World 25 for Haiti.
A luglio 2010 è stato pubblicato il suo primo album bilingue, intitolato Euphoria, realizzato per metà in inglese e per metà in spagnolo. Si tratta del suo primo album pubblicato dalla Universal Republic. Il primo singolo, Cuando me enamoro featuring Juan Luis Guerra, è stato pubblicato il 26 aprile 2010. A esso è seguito I Like It featuring Pitbull, pubblicato il 3 maggio 2010 negli Stati Uniti.. Il terzo singolo è Heartbeat, seguito da No me digas que no e Tonight (I'm Fuckin' You) con le collaborazioni di Nicole Scherzinger, Ludacris e tanti altri. Con Usher e Lil Wayne pubblica il singolo Dirty Dancer e successivamente nel 2011 I Like How It Feels con l'amico Pitbull e Wav.S. Entrambi i singoli fanno parte di Euphoria Reloaded.

### Sex + Love
L'Universal Republic Records ha annunciato l'uscita del nuovo album di Enrique. "Turn the night up" è stata la prima canzone di questo progetto, uscita nell'agosto del 2013. Successivamente Iglesias ha presentato il singolo "Loco" (con Romeo Santos, con questa canzone ha ottenuto il primo post in classifica in diversi paesi come la Spagna.)
Alla fine del 2013, il cantante ha presentato il suo secondo singolo in inglese "Heart attack" e subito dopo il singolo "El perdedor" in due versioni: pop e bachata.
All'inizio del 2014 Enrique Iglesias ha presentato la nuova canzone "I'm a freak" (con Pitbull). Anche la cantante Kylie Minogue ha partecipato al nuovo album con la canzone "Beautiful". Questo album contiene due collaborazioni con il rapper Pitbull.
Il 25 gennaio 2014 annunciò attraverso i social network che il nuovo album Sex + Love sarebbe uscito il 18 marzo 2014. Dieci giorni dopo, venne estratto dall'album il singolo Bailando, che ebbe un successo enorme nelle classifiche di tutto il mondo. La cantante canadese Mia Martina appare come ballerina nel videoclip del singolo.

### One
Il 17 luglio 2015 uscì One, il suo primo Greatest Hits totalmente in lingua spagnola, anticipato dal singolo Noche y de dia, che vede la partecipazione di Yandel e Juan Magán.

### Duele El Corazon
Il 19 aprile 2016 uscì il singolo Duele el corazón, con la partecipazione del rapper Wisin.

### Súbeme la radio
L'anno successivo, il 24 febbraio 2017 uscì il nuovo singolo Súbeme la radio.

### El baño
Nel gennaio 2018 ha pubblicato il singolo El baño, con la partecipazione del cantante portoricano Bad Bunny.

### Move to Miami
Nel maggio 2018 ha pubblicato il singolo Move to Miami, con la partecipazione del cantante Pitbull.

## Altre attività
Iglesias ha collaborato con il compositore Guy Chambers nello scrivere Un Nuovo Giorno, per Andrea Bocelli. Il brano è stato successivamente tradotto in inglese con il titolo First Day of My Life e inciso da Melanie C. Iglesias ha anche scritto The Way per Clay Aiken, concorrente di American Idol e quattro canzoni per il gruppo The Hollies. Inoltre nel 2000, Iglesias ha coprodotto il musical Four Guys Named José and Una Mujer Named María, che contiene numerosi riferimenti a brani pop latino di Carmen Miranda, Selena, Ritchie Valens, Santana, Ricky Martin e dello stesso Iglesias.
Iglesias ha anche lavorato come attore al fianco di Antonio Banderas, Salma Hayek e Johnny Depp nel film C'era una volta in Messico di Robert Rodríguez e in precedenza nel film Desperado. Nel 2007, è comparso in un episodio della serie televisiva Due uomini e mezzo, e in How I Met Your Mother (3X01 e 3X02). Enrique Iglesias ha anche recitato il ruolo di un malvagio imperatore romano, negli spot televisivi della Pepsi-Cola, in cui recitavano anche le cantanti Britney Spears, Beyoncé e P!nk.

## Vita privata
Dal 2001 ha una relazione con la ex tennista Anna Kurnikova. La coppia ha due gemelli, nati il 16 dicembre 2017. Il 30 gennaio 2020 la coppia annuncia la nascita della terza figlia.
Enrique Iglesias è un grande appassionato di sport: in particolare tennis e calcio dove è un grande tifoso del Real Madrid

## Discografia
- 1995 - Enrique Iglesias
- 1997 - Vivir
- 1998 - Cosas del amor
- 1999 - Enrique
- 2001 - Escape
- 2002 - Quizás
- 2003 - 7
- 2007 - Insomniac
- 2010 - Euphoria
- 2014 - Sex and Love
- 2021 - Final vol. 1
- 2024 - Final vol. 2

## Filmografia

### Cinema
- C'era una volta in Messico (Once Upon a Time in Mexico), regia di Robert Rodriguez (2003)

### Televisione
- Dancing with the Stars - programma televisivo (2007) - performer
- How I Met Your Mother - serie TV, episodi 3x01-3x02 (2007)
- Due uomini e mezzo (Two and a Half Men) - serie TV, episodio 4x23 (2007)
- The X Factor - programma televisivo (2011) - giudice

## Doppiatori italiani
- Massimiliano Manfredi in C'era una volta in Messico
- Claudio Colombo in How I Met Your Mother

## Premi e riconoscimenti
1996
- Premio Lo Nuestro: miglior interprete (Si Tú Te Vas)
- Premio Lo Nuestro: migliore compositore (Si Tú Te Vas)
- Premio Lo Nuestro: miglior artista emergente
- Premios Eres: miglior canzone
- Premios Eres: miglior video
- Ace Award: cantante dell'anno
- Premio TV Novelas: miglior cantante maschile
- Billboard Award: Album dell'anno - artista emergente
- World Music Award: Artista ispanico dell'anno
- World Music Award: Rivelazione dell'anno

1997
- Grammy: miglior artista latino
- ASCAP Award: Si Tu Te Vas
- ASCAP Award: No llores Por Mi
- ASCAP Award: Por Amarte
- Billboard Awards: Album dell'anno (Vivir)
- ACE Award: artista dell'anno
- Billboard Awards: artista dell'anno
- Radio Music Awards: Miglior artista contemporaneo

1998
- Billboard Awards: artista latino pop dell'anno

1999
- American Music Award: artista latino dell'anno

2001
- World Music Awards: migliori vendite per artista maschile pop
- World Music Awards: migliori vendite europee per artista maschile pop
- World Music Awards: miglior artista latino
- American Music Award: miglior artista latino

2002
- Premio Onda: miglior artista spagnolo dell'ultimo decennio
- American Music Award: miglior artista latino
- National Music Awards: miglior Album (Escape)

2003
- Latin Grammy Awards: miglior album pop maschile (Quizas)

2004
- MTV India Awards: miglior artista maschile internazionale

2005
- Latin Billboard Awards: canzone disco latina dell'anno "Not in Love/No es amor (Club Remixes).